# Journal of Applied Crystallography
Journal of Applied Crystallography (abrégé en J. Appl. Crystallogr.) est une revue scientifique à comité de lecture. Ce bimestriel publie des articles de recherches dans le domaine de la cristallographie appliquée.
D'après le Journal Citation Reports, le facteur d'impact de ce journal était de 3,161 en 2018. Actuellement, le directeur de publication est Andrew J. Allen (National Institute of Standards and Technology, États-Unis). À partir de 2014 la revue est publiée exclusivement en ligne.